# Nikita-Isotow-Nunatakker
Die Nikikta-Isotow-Nunatakker (russisch Нунатаки Никиты Изотова Nunataki Nikity Isotowa) sind eine Gruppe von Nunatakkern im westantarktischen Queen Elizabeth Land. Sie ragen südwestlich des Weber Ridge in den Anderson Hills im nördlichen Teil der Patuxent Range in den Pensacola Mountains auf.
Russische Wissenschaftler benannten sie. Namensgeber ist der sowjetische Minenarbeiter Nikita Alexejewitsch Isotow (1902–1951), ein Anführer der Stachanow-Bewegung.